# خارپشت گوش‌بلند
خارپشت گوش‌بلند (نام علمی: Hemiechinus auritus) نام یک گونه از تیره خارپشت‌سانان است. این گونه بومی آسیای میانه، جنوب غرب آسیا و شمال آفریقا است.

## ویژگی‌ها
طول تقریبی این گونه در حدود ۱۹ سانتیمتر است و طول دُمَش در حدود ۲٫۵ سانتیمتر است، خار پشتش سیاه، و در نهایت به رنگ سفید کمی مایل به خاکی منتهی می‌شود. اما رنگ شکمش سفید همراه با رنگ خاکی مانند است. جلو صورتش از موهای سفید پوشیده‌است. خارپشت گوش‌بلند یکی از کوچک‌ترین جوجه‌تیغی‌ها است و در زیست گاه های مختلفی زندگی می‌کند اما در مناطق بیابانی و صحراهای خشک کمتر یافت شده و مناطق معتدل را ترجیح می دهد. کاربرد اصلی گوش‌های دراز این جانور تبادل دما در آب و هوای گرم می باشد. این جانور سرعت و چالاکی بالایی داشته و همچنین حس شامه و حس شنوایی این جانور بسیار قوی است و در یافتن طعمه و یا تشخیص خطرات و دشمنان به او کمک می‌کند.
بینی أش کمی دراز است، پاهایش کوتاه و تمام بدنش از خار پوشیده‌است. هر زمان احساس خطر کرد مانند یک توپ خاردار جَمع (گِرد) یا (گلوله) می‌شود. جوجه‌تیغی‌ها معمولاً به دلیل وجود این تیغ‌ها برپشتشان بی‌باکند زیرا اگر با خطری روبه‌رو شدند می‌توانند به شکل یک گلوله خارداری درآیند، و معمولاً دشمنان طبیعی(جغد-روباه- گرگ- راسو) به آن‌ها کاری ندارند اما بیشتر جوجه‌تیغی‌ها روی جاده‌ها که خارهایشان در برابر اتومبیل‌ها حفاظی به حساب نمی‌آیند کشته می‌شوند. در زمستان می‌خوابند، و در بهار برمی خیزند. در پائیز به جفت‌گیری و زاد و ولد می‌پردازند. بیشتر در شب‌های مهتابی ظاهر می‌شوند.

## زیستگاه
زیستگاه این جانور مناطق وسیعی را دربر می‌گیرد و در محدوده جنوبی از شرق مدیترانه و مناطق استپی آسیا تا غرب پاکستان و در مناطق شمالی از شرق اوکراین و روسیه تا مغولستان و چین پراکندگی دارد. این جانور مناطق معتدل را به مناطق سرد یا مرتفع و گرم و خشک شدید ترجیح می دهد و معمولا در نقاطی با بارندگی سالانه 100-400 میلی متر یافت می شود. این گونه برای لانه سازی مناطق استپی و نیمه خشک و نیمه جنگلی و دشت ها یا اطراف رودهای خشک شده و دره‌ها و اطراف زیستگاه های انسانی و زمین های کشاورزی را انتخاب می کند. این جانور لانه‌اش را در زیر زمین و با عمق حدود 45 سانتی‌متر در زیر و اطراف بوته‌ها می‌سازد و یا از لانه ی متروک سایر جانوران استفاده می کند.
این جانور شب فعال هست و معمولا روزها در زیر بوته‌ها یا درختچه‌ها و تخته سنگ ها به استراحت می‌پردازد.

## زادآوری
این جوجه‌تیغی در هر سال یک بار و معمولاً از آغاز ماه ژوئیه تا اواخر ماه سپتامبر زادآوری می‌کنند و ماده معمولا 2 یا 3 بچه به دنیا می‌آورد. مدت زمان بارداری بین 35 تا 42 روز می‌باشد. پس از یک هفته نوزادان قادر به مصرف غذاهای جامد خواهند بود. نوزادان با خارهای کوتاه و کم متولد می شوند و تنها پس از پنج ساعت اندازۀ خارها دو برابر می‌شود. پس از دو هفته نوزادان کاملا پوشیده از خارهای جدید خواهند شد. 

## نگاره

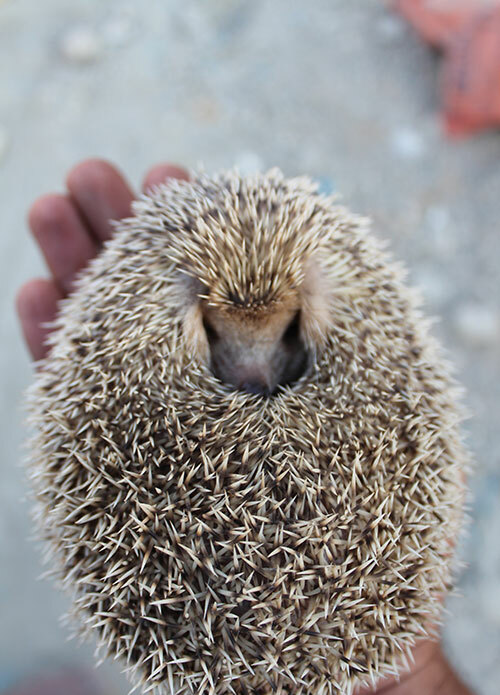

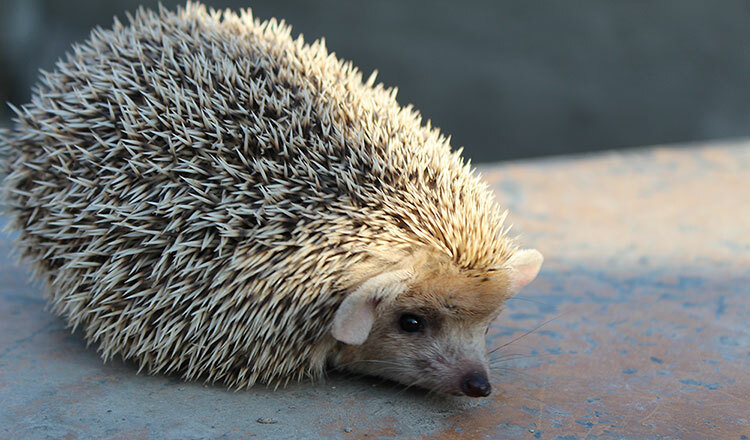
جوجه تیغی بیابانی